# Flot géodésique
En mathématiques, le flot géodésique, parfois également appelé coulée géodésique, permet de décrire la dynamique classique d'une particule massive se déplaçant librement sur une variété riemannienne V. Il est formalisé par un groupe continu à un paramètre qui opère sur le fibré tangent unitaire T1V de la variété V.
Lorsque la variété V est compacte à courbure négative constante, le flot géodésique fournit à la physique théorique le modèle le plus simple de système hamiltonien complètement chaotique.

## Description
Étant donné un point (x,v) du fibré tangent unitaire de V, soit {\displaystyle g:\mathbb {R} \rightarrow V} l'unique géodésique de V telle que {\displaystyle g(0)=x} et {\displaystyle g'(0)=v} parcourue à vitesse constante égale à 1.
Le flot géodésique est alors défini par {\displaystyle \varphi (t,(x,v))=(g(t),g'(t))}

## Exemples

### Le flot géodésique des surfaces à courbure négative constante
Dès 1898, Hadamard reconnaissait que le flot géodésique sur une surface à courbure négative constante possédait une dynamique présentant la propriété de sensibilité aux conditions initiales, devenue depuis l'un des paradigmes de la théorie du chaos.
Ce flot est une parfaite illustration des propriétés de la hiérarchie ergodique ; il est en effet, par ordre d' « instabilité » croissante :
- ergodique (Hedlund[1] et Hopf[2])
- mélangeant (Hedlund[3] et Hopf[4])
- hyperbolique (Anosov[5]). Il possède un exposant de Lyapounov strictement positif, qui s'identifie à son entropie de Kolmogorov-Sinaï.
- isomorphe à un système de Bernoulli (Ornstein et Weiss[6]).

## Bibliothèque virtuelle
- Mark Pollicott ; Lectures on ergodic theory, geodesic flows and related topics, Ulm (2003). Notes de cours non corrigées disponibles en pdf.

- Mark Pollicott ; Dynamical zeta functions and closed orbits for geodesic and hyperbolic flows, Les Houches (2003). Notes de cours non corrigées disponibles en pdf.